# 69287 Günthereichhorn
(69287) Gunthereichhorn, denumire internațională (69287) Günthereichhorn, este un asteroid din centura principală de asteroizi.

## Descriere
69287 Günthereichhorn este un asteroid din centura principală de asteroizi. A fost descoperit pe 10 octombrie 1990 la Tautenburg de Lutz Dieter Schmadel și Freimut Börngen. Asteroidul prezintă o orbită caracterizată de o semiaxă mare de 2,20 ua, o excentricitate de 0,13 și o înclinație de 5,1° în raport cu ecliptica.